# Frisiawoningen
De Frisiawoningen in de Nederlandse stad Amersfoort zijn 41 rijtjeshuizen die in 1921 en 1922 zijn gebouwd door de woningbouwvereniging Frisia. De huizen staan in de Borgesiuslaan, Schaepmanlaan en Piersonlaan en staan geregistreerd als rijksmonument.
Frisia werd in 1918 opgericht om woningen te verhuren in Amersfoort. In 1920 werd besloten om bij de Amersfoortse Berg 41 huizen te bouwen voor de middenklasse. Een jaar later begon de bouw op een aangekocht stuk grond nabij de spoorweghalte Vlasakkers.
Architect A.H. van Wamelen ontwierp de rijtjeshuizen in een mengeling van Amsterdamse School en Arts & Crafts, met brede raamstroken en op de hoekpanden opvallend hoge rieten daken. Aanvankelijk werden de huizen alleen aan de Schaepmanlaan en Piersonlaan gebouwd; de 10 huizen aan de Borgesiuslaan volgden in 1922, eveneens naar ontwerp van Van Wamelen.
De woningen vertoonden de eerste jaren veel problemen door de moderne voorzieningen en complexe structuur, met hogere huren tot gevolg. Ze waren dan ook niet populair bij woningzoekenden: in 1925 stonden nog 17 woningen leeg. Uiteindelijk werd besloten om de onderhoudsgevoelige woningen te verkopen aan particuliere eigenaren.